# 王州迪
 PC OBC KC （1971年3月23日—），加拿大夸夸嘉夸族政治人物和律師，2015年至2021年間擔任加拿大國會下議院議員，代表溫哥華固蘭湖選區。她曾為加拿大自由黨黨員，2015年至2019年間在總理賈斯汀·杜魯多内閣中先後出任司法部長兼檢察總長和退伍軍人部長。2019年她指控總理杜魯多干預司法後被逐出自由黨，此後以獨立身份在國會議政。從政前她曾任卑詩省刑事檢控專員、卑詩條約委員會委員及卑詩第一民族議會地區酋長。

## 早年生活及事業
王州迪在溫哥華全科醫院誕生，父親比爾·威爾遜（Bill Wilson）為卑詩原住民政治人物，母親桑德拉（Sandra Wilson）則為一名教師。王州迪擁有夸夸嘉夸族血統，為該族旗下威懷凱族國（We Wai Kai Nation）一員，其夸夸嘉夸語名稱「Puglaas」意思為「擁有貴族血統的女人」。她童年曾居於溫哥華，父母離異後由母親撫養，並跟隨母親先後在溫哥華島的哈迪港和科莫克斯居住。
她於維多利亞大學修讀政治學和歷史，1996年獲得文學士學位，後來到卑詩大學法學院修讀法律並於1999年畢業。她於2000年獲得卑詩省律師資格，同年成為卑詩省檢控官。2003年，她成為卑詩條約委員會的顧問，再於翌年獲選為該組織的其中一名委員；該組織專責監督省政府與原住民族之間的條約談判程序。2009年，她先後當選威懷凱族國議會議員及卑詩第一民族議會地區酋長，再於2012年連任地區酋長職位。
她於2008年與蒂姆·雷布爾德（Tim Raybould）結婚。

## 聯邦政壇
2013年加拿大原住民發起「不再懈怠」運動（Idle No More）以捍衛原住民權益，期間王州迪聯同國内其他原住民領袖與時任總理哈珀及其他内閣官員會面。她有感當時的保守黨聯邦政府無視在場原住民領袖的意見，因此生了加入聯邦政壇的念頭。同年她在白馬市出席加拿大原住民議會周年大會時與自由黨黨魁杜魯多碰面，在他游說下決定代表該黨參與2015年聯邦大選。她於2014年7月在無對手競爭的情況下獲取溫哥華固蘭湖選區的自由黨候選人資格，並於2015年6月離任卑詩第一民族議會地區酋長。
在2015年10月舉行的聯邦大選，王州迪以44%得票率贏取溫哥華固蘭湖選區議席，首度晉身國會下議院。她於同年11月獲總理杜魯多委任為聯邦司法部長兼檢察總長，成為首位原住民司法部長和第三位女性司法部長，2016年1月成為御用大律師。

### 司法部長
王州迪就任司法部長半年内在國會引入議案，就安樂死進行立法。在時任衞生部長費普真協助下，王州迪在下議院提出C-14號法案，2016年5月31日獲下議院通過，同年6月16日被上議院加入七項修正案後獲該院通過並送回下議院。下議院稍為修定原有法案後將之呈交上議院，並於同月17日獲該院通過並獲取御准，在特定情況下進行安樂死自此合法。
王州迪又於2016年5月在下議院提出C-16號法案，建議修定加拿大人權法，禁止以他人的性別認同或性別表達為由而作出歧視，並修定加拿大刑法以擴充防範仇恨宣傳的保障。法案於2017年6月19日獲取御准。
大麻合法化為自由黨2015年大選的政綱之一，為了落實該項政綱，王州迪於2017年4月在下議院提出C-45號法案（即大麻法）。法案於2018年6月獲國會兩院通過，大麻的娛樂用途和個人種植則於同年10月17日正式合法化，加拿大遂成為全球第二個允許大麻娛樂用途的國家。

### 退伍軍人事務部長
總理杜魯多於2019年1月14日重組內閣，王州迪調任退伍軍人事務部長，但於不足一個月後請辭。

### 國會後座
在請辭後一周，王州迪卻獲淮參與內閣會議，被指是與政府涉貪醜聞有關。她在2月27日於下議院司法委員會作供時指控，她任職司法部長和檢察總長期間處理著名建築公司SNC－蘭萬靈涉賄案時，受到杜魯多等人壓力，被要求取消調查，並認為她因拒絕屈服而被調任退伍軍人事務部長。
另一方面，王州迪曾於2018年12月與樞密院書記沃尼克（Michael Wernick）電話通話，當中沃尼克稱杜魯多要求就SNC案作延期起訴。該段通話被王州迪秘密錄音，並於2019年3月29日公布。王州迪同時向下議院司法委員會呈交一份40頁文件，當中包括該段對話的文本以及一系列電郵和短訊。王州迪秘密錄音招來多名自由黨黨團成員批評，而她亦承認做法不當，但她認為這屬特殊情況，需為通話留下證據而逼不得已。
2019年4月2日，特鲁多宣布因對王州迪和費普真失去信任而將兩人逐出自由党党团，並被禁止代表自由黨參加2019年大選；他稱王州迪秘密錄音的行為「不合情理」。此後王州迪在所屬選區的個人支持度超越自由黨，她亦決定以無黨籍身分在大選中爭取連任。最終她以32.6%得票率成功連任溫哥華固蘭湖選區議員，但好友費普真則落選。
2021年2月她投票支持由保守党议员庄文浩发起，认定中国对维吾尔族种族灭绝的议案。她於同年7月表示因有感聯邦政壇「毒性且不具效率」而宣布不在來屆大選尋求連任議員，並於同年9月出版回憶錄描述她任職內閣部長的經歷。

## 榮譽

### 殊勳
| 綬帶 | 勳章                 | 注釋         |
|      | 卑詩省勳章（O.B.C.） | - 2022年頒發 |

## 外部連結
- （英文）加拿大國會網站 王州迪議員簡介